# توسعه زیست‌محیطی-صنعتی
توسعه زیست‌محیطی-صنعتی (EID) (به انگلیسی: Eco-industrial development) زیست (EID) رویکردی است که تحت آن صنعت می‌تواند ضمن حداقل کردن تأثیر خود بر محیط زیست، توسعه یابد.
 این رویکرد از طریق همکاری در بهره‌‌وری منابع، از یک چرخه تولید حلقه بسته برای مقابله با مجموعه گسترده‌ای از چالش‌های زیست‌محیطی مانند آلودگی خاک و آب ، بیابان زایی، حفظ گونه‌ها، مدیریت انرژی، کیفیت هوا و غیره استفاده می‌کند.
ارتباطات متقابلا سودمند بین صنعت، سیستمهای طبیعی، انرژی، مواد و جوامع محلی به عوامل اصلی در طراحی فرایندهای تولید صنعتی تبدیل می‌شوند.
ذات این رویکرد عمدتاً داوطلبانه و مبتنی بر بازار است اما معمولاً با برخورداری از رفتارِ مطلوب دولت ها یا تلاش برای همکاری در توسعه، رو به جلو حرکت می‌کند.

## تاریخچه
از اوایل دهه ۱۹۹۰، ایده EID از همزیستی بیولوژیکی تکامل یافت،  این مفهوم توسط زیست‌شناسان صنعتی در جستجوی رویکردهای نوآورانه برای حل مشکلات پسماند، کمبود انرژی و تخریب محیط زیست اقتباس گردید. یک رویکرد پیوسته برای بهبود دستاوردهای محیطی و اقتصادی استفاده شده است.
در سال ۱۹۹۲، جامعه بین‌المللی برای اولین بار رسماً همکاری‌های توسعه را به حفاظت از محیط زیست پایدار متصل کرد. در کنفرانس محیط زیست و توسعه سازمان ملل متحد (UNCED) در ریودوژانیرو، برزیل نزدیک به ۱۸۰ کشور اعلامیه ریو را امضا کردند.  اعلامیه محیط زیست و توسعه ریو اگرچه غیر الزام‌آور است، ۲۷ اصل را تنظیم می‌كند كه به افزایش ارتباط متقابل همکاری‌های توسعه و پایداری منجر می‌شود. علاوه بر این، پیش‌نویس اسناد برای اولین بار با ارائه توصیف ایده توسعه صنعتی سازگار با محیط‌زیست همراه بود. 
در سالهای بعد،EID  در سراسر ایالات متحده رایج شد. دولت کلینتون، اجلاس نمایندگان تجارت، کار، دولت و حفاظت از محیط زیست را برای توسعه بیشتر این رویکرد برگزار نمود. در این اجلاس، ایده پارک‌های صنعتی سازگار با محیط زیست متولد شد، اما به زودی مشخص شد که در ابتدا باید مدیریت مؤثرتری در مورد مواد اولیه، انرژی و زباله حاصل شود.
از آن زمان به بعد، اهداف گسترده و اصول کاربردی EID به سختی تغییر کرده و فقط با پیشرفت سریع فناوری سازگار شده است.

در سال ۲۰۱۲ بنیاد IGEP، برای ارتقاء تجارت، گزارشی بعنوان مسیری به توسعه اقتصادی و صنعتی در هند – مفاهیم و موارد منتشر کرد.
این حوزه توسط مرکز توسعه صنعتی سازگار با محیط زیست ملل، و یک پروژه مشترک توسط دانشگاه کالیفرنیا جنوبی (University of Southern California) و دانشگاه کرنل (Cornell University) مورد بررسی قرار گرفته است.
.

## اهداف و مفاهیم
نخستین هدف توسعه صنعتی سازگار با محیط زیست، بهبود چشمگیر و مداوم در کارآیی اقتصادی و محیط زیستی است.  در اینجا ، مفهوم صنعت نه تنها مربوط به تولید بخش خصوصی است بلکه شامل شرکت‌های دولتی، بخش خدمات و همینطور حمل و نقل نیز می‌شود.  دستورالعمل دوقلوی EID بطور خاص در "اکو" توسعه صنعتی سازگار با محیط زیست منعکس می‌شود. زیرا به طور همزمان به اکولوژی (کاهش آلودگی و زباله) و اکونومی (افزایش موفقیت تجاری) شباهت دارد. به‌ منظور ایجاد چارچوبی برای تعریف عملکرد پایدار یک شرکت در سطح خرد در دستیابی به طیف گسترده‌ای از اهداف در EID، از بهینه‌سازی استفاده از منابع ، به حداقل رساندن هدررفت ، فناوری‌های پاک‌کننده و محدود‌کننده آلودگی استفاده می‌شود:
- بهره‌وری منابع مصرف انرژی، مواد، آب و حمل و نقل را به حداقل می‌رساند. این مساله به نوبه خود به دلیل پس‌انداز- تقریباً در همه زمینه‌های اقتصادی- ، هزینه‌های تولید را کاهش می‌دهد.[۹]
- تولید پاک‌تر یک اقدام عمدتا زیست‌محیطی است که هدف آن کاهش یا حتی جایگزینی سموم، کنترل انتشار گازهای گلخانه‌ای یا استفاده مجدد از مواد باقیمانده است.
- منابع تجدید‌پذیر باید هم در انرژی و هم در مصرف مواد تمام آلودگی‌های ناشی از سوخت‌های فسیلی را از بین ببرند.
- سبز سازی ساختمانها یا اماکن تولید با تکیه بر نوآوری در معماری یا مهندسی سبز ، استانداردهای انرژی و محیطی بالایی را برآورده می کند. علاوه بر این، تأسیسات جدید و طراحی زیرساخت ها همچنین ممکن است کیفیت زندگی در جوامع همسایگی را به میزان قابل توجهی افزایش دهند.
- سیستم‌های مدیریت محیطی مانند ایزو 14000 (ISO 14000) بهبود مستمر را از طریق حسابرسی‌های منظم و پیشرفت توسعه اهداف زیست‌محیطی، تضمین می‌دهند.
- برنامه‌ریزی مکان زیست‌محیطی می‌تواند با ایجاد فهم واضح از ظرفیت‌های هوا ، آب و زمین در محیط زیست محیطی اطرافمان ، هریک از این جنبه‌ها را ترکیب کند.

از این رو توسعه صنعتی سازگار با محیط زیست ،احتمال پیشرفت در سطح محلی را مورد بررسی قرار می‌دهد. در تجزیه و تحلیل منحصرِ به فرد مورد به مورد، جغرافیای خاص، پتانسیل انسانی یا شرایط تجاری مورد بررسی قرار می‌گیرند EID. بجای رقابت گسترده برای جلب حمایت همه جانبه دولت مانند کاهش مالیات، بر دستیابی به موفقیت محلی و مکانهایی برای پیشرفت تأکید می‌کند. به عنوان یک نتیجه، اجرای هدفمند برنامه‌های عملیاتی می‌تواند از طریق بهینه‌سازی تعامل سیستم‌های تجاری، اجتماعی و زیست‌محیطی، تغییرات بزرگی ایجاد کند. 

## ابزارها
توسعه صنعتی سازگار با محیط زیست چهار ابزار اصلی مفهومی را شامل شده و به کار می گیرد. هر یک از این رویکردها قصد دارد تا فرایندهای به ظاهر متضادِ توسعه صنعتی و تقویت پایداری را با هم ترکیب کند.
1. بوم شناسی صنعتی هم بر رفتارهای صنعتی و هم بر رفتارهای مصرف کننده تمرکز دارد. با ارزیابی جریان انرژی و مواد ، این رویکرد جریانهای تأثیرگذار بر محیط را تعیین می‌کند و به نوبه خود، روشها و ابزار بهینه سازی کل زنجیره تولید از جریان و استفاده از منابع گرفته تا تبدیل نهایی آنها را مورد بررسی قرار می‌دهد. در طی این تحلیل ها ، تأثیر عوامل اقتصادی ، سیاسی ، نظارتی و اجتماعی عوامل کلیدی هستند.
2. مفهوم همزیستی صنعتی عمدتاً مبتنی بر همکاری داوطلبانه در صنایع مختلف است. با همكاری شركتهای سرمایه‌گذاری تكمیلی و با تطبیق زنجیره های تولیدی مربوطه آنها ، حضور هر كدام ممكن است باعث افزایش بقا و سودآوری دیگران شود. بنابراین ، همزیستی، کمیابی منابع و حمایت از محیط زیست را از عوامل مهم در توسعه صنایع و سودآوری پایدار می داند. همزیستی صنعتی اغلب در پارک های سازگار با محیط زیست به منصه ظهور می‌رسد.
3. سیستم های مدیریت زیست محیطی، به منظور اطمینان از بهبود مداوم در پایداری، طیف گسترده ای از رویکردهای مختلف مدیریت زیست محیطی را دربردارند. در مراحل اولیه، شرکت های نظارت، شناسایی جنبه های زیست محیطی خطرناک را تسهیل می کنند. در ادامه ، طرح ها و اهداف تحت بررسیِ الزامات قانونی قرار می گیرند. سرانجام، ایجاد نظارت منظم و سایر سیستمهای گزارش دهی همراه با اهداف پیگیری مستمر باید از پیشرفت مداوم به سمت تولید صنعتی سبزتر اطمینان حاصل کنند.
4. طرح مفهوم محیط زیست در رشته های مهندسی و همچنین از تجزیه و تحلیل چرخه عمر محصول سرچشمه گرفته است.  این یک ارزیابی ساده اما همه جانبه از تاثیر احتمالی محیطی بالقوه محصول است - اعم از انرژی و مواد مورد استفاده در بسته بندی، حمل و نقل، استفاده مصرف کننده و دفع می‌باشد.